# EPB41L3
EPB41L3‏ (Erythrocyte membrane protein band 4.1 like 3) هوَ بروتين يُشَفر بواسطة جين EPB41L3 في الإنسان.